# Solea
Los llamados lenguados o suelas son el género Solea, peces planos acantopterigios pertenecientes a la familia de soleidos, orden pleuronectiformes.

## Especies
Actualmente se consideran 11 especies válidas en este género:
- Solea aegyptiaca Chabanaud, 1927
- Solea bleekeri Boulenger, 1898
- Solea capensis (Kaup, 1858)
- Solea elongata Day, 1877
- Solea fulvomarginata Gilchrist, 1904
- Solea heinii Steindachner, 1903
- Solea humilis Cantor, 1849
- Solea ovata Richardson, 1846
- Solea senegalensis Kaup, 1858
- Solea solea (Linnaeus, 1758) - Lenguado común
- Solea stanalandi Randall & McCarthy, 1989